# HMS Newcastle (C76)
HMS «Ньюкасл» (C76) (англ. HMS Newcastle (C76) — військовий корабель, легкий крейсер типу «Таун» (1936) Королівського військово-морського флоту Великої Британії за часів Другої світової та Корейської війн.

## Історія створення
HMS «Ньюкасл» був закладений 4 жовтня 1934 на верфі компанії Vickers-Armstrongs, Ньюкасл-апон-Тайн. 5 березня 1937 увійшов до складу Королівських ВМС Великої Британії.